# Toboggan Gap
Toboggan Gap (englisch sinngemäß für Schlittenlücke) ist eine Scharte durch die Millen Range im ostantarktischen Viktorialand. Sie liegt nördlich des Turret Peak und bietet einen Zugang für Schlittenmannschaften vom Polarplateau zum Firnfeld des Pearl-Harbor-Gletschers.
Die Benennung nahm die Südgruppe der New Zealand Federated Mountain Clubs Antarctic Expedition (1962–1963) vor.